# Richard Leutner
Richard Leutner (* 10. Juni 1955 in Wien) ist ein österreichischer Politiker (SPÖ) und ehemaliger Abgeordneter zum Nationalrat.

## Ausbildung und Beruf
Leutner besuchte von 1961 bis 1965 die Volksschule in Wien und wechselte danach an ein Bundesrealgymnasium, an dem er 1973 maturierte. Er studierte im Anschluss Rechts- und Staatswissenschaften an der Universität Wien und schloss sein Studium 1979 mit dem akademischen Grad Dr. iur. ab. 1979 leistete Leutner seinen Präsenzdienst ab. 
Leutner arbeitete von 1979 bis 1980 für die Arbeiterkammer Wien in der sozialpolitischen Abteilung und war ab 1980 im sozialpolitischen Referat des ÖGB tätig. Zwischen 1986 und 1997 leitete er das sozialpolitische Referat des ÖGB. Zwischen 1997 und Dezember 2007 war er Leitender Sekretär des ÖGB. 
Ab 2008 war er als Nachfolger von Werner Weihs eines der beiden Vorstandsmitglieder der Agrarmarkt Austria. Im Dezember 2016 wurde er für die fünfjährige Amtsperiode ab 2018 wiederbestellt, seine Nachfolgerin mit Wirkung vom 1. Jänner 2023 wurde Lena Karasz.

## Politik
Leutner ist seit 1986 Kammerrat der Kammer für Arbeiter und Angestellte für Wien und war ab 1989 Erster Vizepräsident des Hauptverbandes der österreichischen Sozialversicherungsträger. Zwischen 1991 und 1997 war er Präsident des Hauptverbandes. Leutner ist seit 1997 Mitglied des Präsidiums des ÖGB. Von 6. Juli 2004 bis 29. Oktober 2006 vertrat er die SPÖ im Nationalrat. 